# Povijesna zgrada (Sv. Nedelja)
Povijesna zgrada (Sv. Nedelja), objekt u mjestu i općini Sv. Nedelja, zaštićeno kulturno dobro.

## Opis
Zgrada iz 19. stoljeća, u Sv. Nedelji, na adresi Marijana Stilinovića 23.	

## Zaštita
Pod oznakom P-5615 zavedena je kao nepokretno kulturno dobro - pojedinačno, pravna statusa zaštićena kulturnog dobra, klasificirano kao "kulturno-povijesna cjelina".